# Talang Keramat
Talang Keramat is een bestuurslaag in het regentschap Banyuasin van de provincie Zuid-Sumatra, Indonesië. Talang Keramat telt 5477 inwoners (volkstelling 2010).